# 웰링턴의 승전

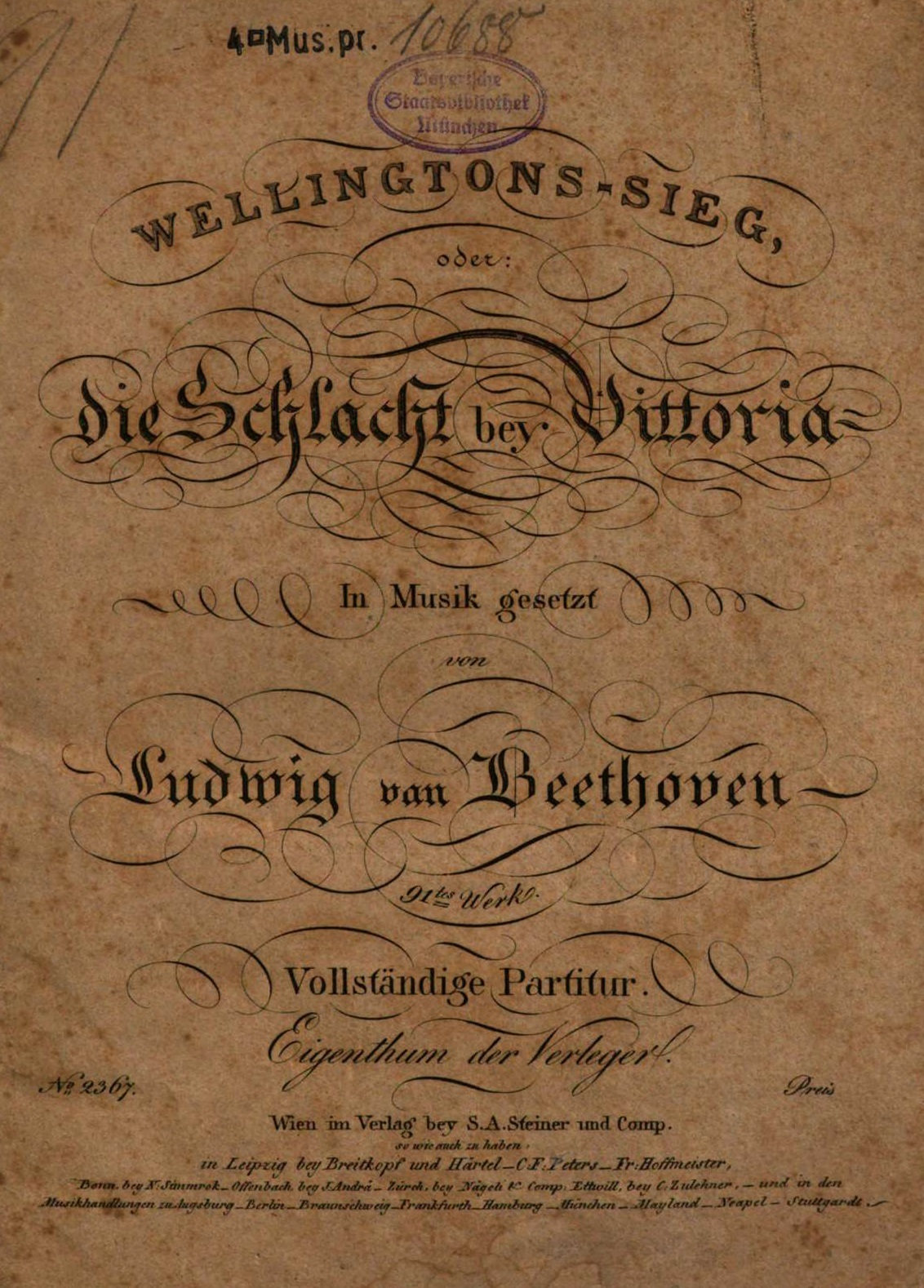

《웰링턴의 승전(또는 비토리아 전투, 독일어: Wellingtons Sieg oder die Schlacht bei Vittoria), 작품 번호 91》은 루트비히 판 베토벤에 의해 쓰인 관현악곡이다.

## 개요
본 작품은, 나폴레옹 전쟁 당시(1813년 6월 21일) 웰링턴이 이끄는 7~8만명의 영국, 스페인, 포르투갈 연합군이 스페인 북서부 바스크 지방 비토리아의 비토리아 전투에서 조제프 보나파르트(나폴레옹 1세의 친형)가 지휘하는 6만 프랑스 병력을 격파했다는 사실을 소재로 하는 약 15분짜리 관현악곡으이다.
초연은 《교향곡 7번》과 함께 1813년 12월 8일에 빈에서 이루어지고 있다. 1813년 10월 중순에 라이프치히 전투에서의 완승 등으로 반 나폴레옹 동맹국들 전체가 나폴레옹 1세의 사실상 붕괴의 기류에 환호하고 있어서인지, 연주회장 분위기도 북새통을 이루어, 평상시에는 비교적 썰렁하던 베토벤의 교향곡들이나 기악곡들에 대한 인기와는 대조적이었다. 이 작품은 베토벤의 수많은 불후의 작곡들 중에서는 그저 그런 수준으로 평가되는 편이지만, 베토벤은 당시 대중의 취향에 호응해 줌으로써 자신의 경제적 궁핍을 어느 정도는 해소할 수 있었다고 보인다.
이 작품은 웰링턴이 나폴레옹 1세에게 돌이킬 수 없는 몰락을 안겨준 최후의 일전인 워털루 전투(1815년 6월 18일)를 대상으로 한다고 많은 사람들은 착각하는데 실은 비토리아 전투(정확히 2년 이전인 1813년 6월 21일)가 그 계기이다.